# Economia da Póvoa de Varzim
A Póvoa de Varzim possuiu uma economia diversificada, cuja espinha dorsal assenta no turismo (nomeadamente o jogo, hotéis e restaurantes) e no sector alimentar (em especial o sectores da produção de leite, horticultura e pescas).
O maior desenvolvimento da Póvoa de Varzim deveu-se ao facto de se ter tornado o principal porto de pesca do norte do país no século XVIII e no maior centro balnear do Norte no século XIX. Revelou-se também como um importante centro no sector leiteiro e hortícola.
No censo de 2001, a população que trabalhava no sector primário, indústrias e outras actividades similares compreendia em conjunto quase 39% da população, enquanto 46% da população (mais 27% em actividades relacionadas) trabalhava na construção civil, comércio, restauração, hotelaria e outros serviços. A taxa de desemprego da Póvoa de Varzim foi de 5,2% no primeiro semestre de 2005. No entanto, a taxa de actividade subiu de 48% para 51,1% entre 1991 e 2001. 

## Serviços

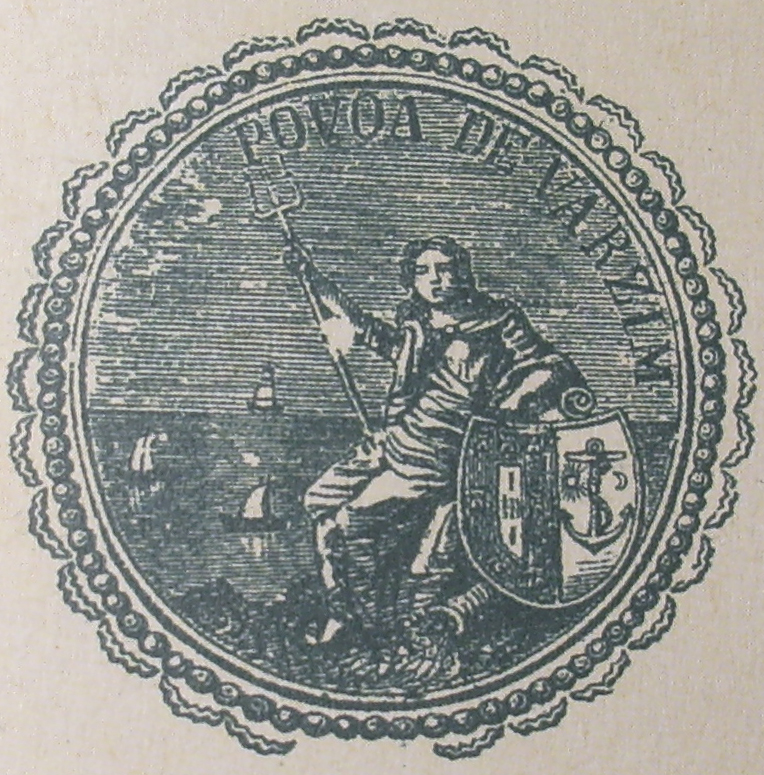
O extinto Banco da Póvoa abriu em 1867 na rua Direita.

### Comércio
O comércio, nomeadamente o tradicional, está reunido na Associação Comercial e Industrial da Póvoa de Varzim, fundada em 1893. Uma parte significativa do comércio tradicional ocorre na rua da Junqueira que é uma artéria pedestre comercial. 
O comércio não tradicional tem pouca presença na cidade, existe contudo o Feira Nova na Gândara, o Modelo e a Maxmat na Avenida 25 de Abril. Planeia-se a abertura de um novo hipermercado na zona mais a norte da cidade, e um shopping de média dimensão (cerca de 20 mil metros quadrados) na zona balnear, tendo sido recusado um shopping de grandes dimensões (mais de 50 mil metros quadrados) na Avenida 25 de Abril.

### Tecnologias da Informação
Na Póvoa de Varzim estão sediadas algumas das empresas nacionais na produção de software de gestão. A Câmara Municipal delineou a estruturação de um parque tecnológico a norte da cidade, em Aver-o-Mar.

## Sector alimentar

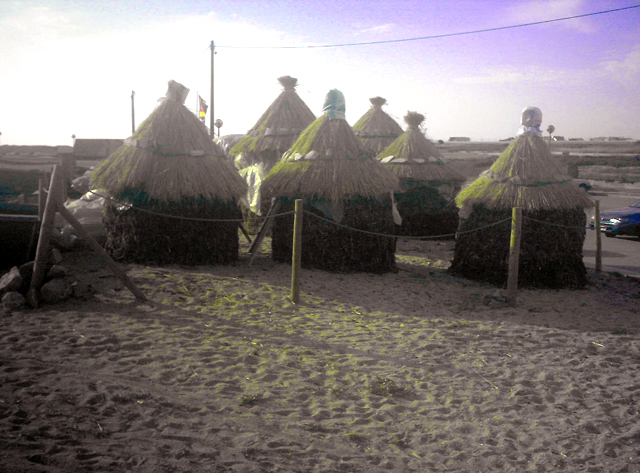
Medas de sargaço. As algas são usadas como fertilizante natural dos campos.

Apesar da sua escassa dimensão, o concelho é mesmo um dos principais centros alimentares que abastece o Grande Porto e é parte da antiga região vinícola do Vinho Verde. Possui também industria de marcas nacionais de refrigerantes.

### Pesca

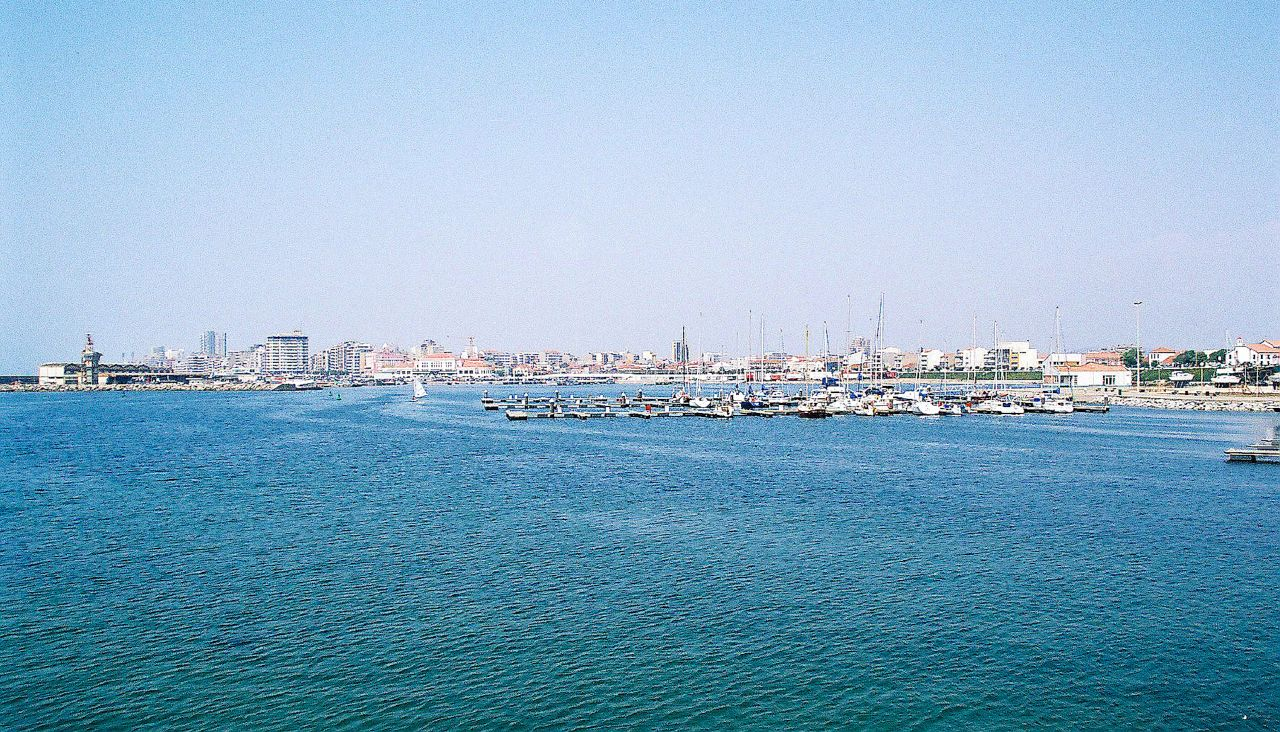
Porto da Póvoa de Varzim.

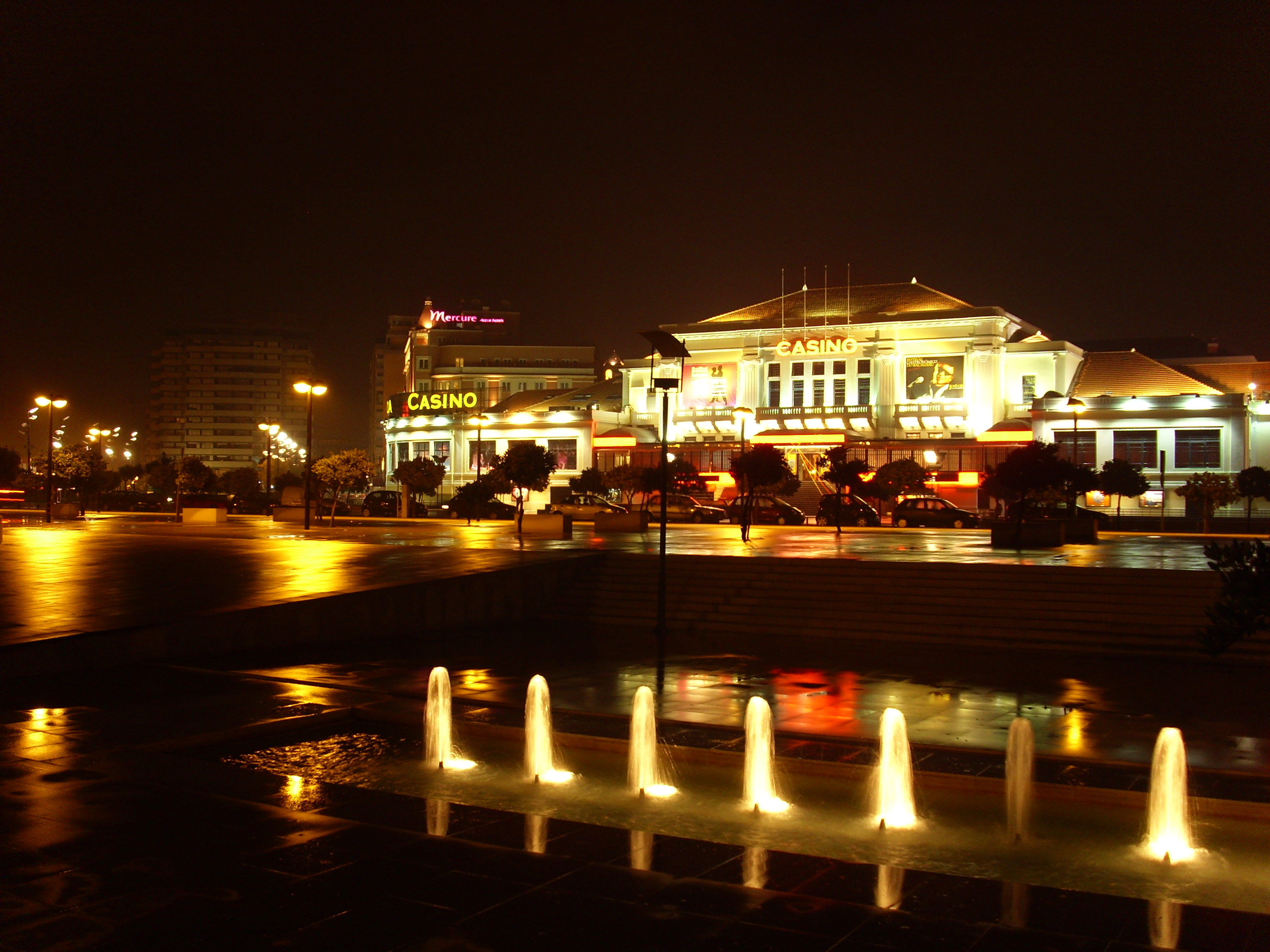
Casino Monumental da Póvoa de Varzim.

A pesca e a sua industria derivada, as conserveiras, tem perdido muita importância. No entanto, o valor médio do peixe descarregado no seu porto de pesca, em 2004, era quase três vezes superior ao do porto de Matosinhos e significativamente superior em termos de capacidade média dos barcos. A sua produtividade pesqueira era também comparativamente superior que a média nacional.
Actividades tradicionais de conservas sofreram bastante com o declínio do sector, e o fecho de uma das míticas conserveiras, a Ala-Arriba, a conserveira A Madrugada subsistiu, apesar de enfraquecida, à crise e A Poveira, outra conserveira antiga, está em ressurgimento, e irá construir uma nova fábrica, após o lançamento e boa aceitação das conservas poveiras no mercado norte-americano, onde a demanda tem crescido de forma sustentada. 

### Horticultura
A população costeira desenvolveu os campos masseira. A técnica masseira aumenta a rentabilidade agrícola usando grandes depressões rectangulares escavadas nas dunas, com a areia retirada amontoada em bancos que circundam a depressão. São cultivadas vinhas nos bancos a Sul, Este e Oeste, e árvores e arbustos na inclinação Norte agindo como quebra-ventos contra a Nortada que são os  ventos dominantes na região. São cultivados produtos hortícolas na depressão central, sendo necessárias grandes quantidades de água doce e sargaço para fertilização para que o que é cultivado medre. A produção é ainda especializada na horticultura, mas a maioria das masseiras foram substituídas por estufas.

### Lacticínios
A região da Póvoa de Varzim é proeminente no sector leiteiro na Península Ibérica. A bacia leiteira poveira encontra-se nas freguesias interiores, pouco povoada e verdejante. O Centro empresarial da Agros (União das Cooperativas de Produtores de Leite de Entre-Douro-e-Minho e Trás-os-Montes, parte da Lactogal) está em construção junto ao nó das auto-estradas A28 e A7 no extremo sul da cidade. Esta será a futura sede da empresa que englobará parque de exposições, laboratórios, auditório, museu e departamento comercial e de transportes, tornando-se assim no maior projecto agrícola em curso no Norte de Portugal. A LEICAR, sediada na Póvoa de Varzim, é a Associação de produtores de Leite e Carne do Entre-Douro-E-Minho pretende concorrer com a Lactogal e abrir uma nova fábrica na Póvoa de Varzim.

## Indústria

### Energias renováveis
A Póvoa de Varzim é notada internacionalmente pela indústria de energias renováveis. O primeiro parque comercial da energia das ondas no mundo encontra-se localizado na sua costa, no Parque de Ondas de Aguçadoura. O parque de ondas usa três máquinas Pelamis P-750 com capacidade de gerar 2,25 megawatts, suficiente para as necessidades de 1500 casas portuguesas. A sustentabilidade energética está prevista com a expansão do parque de ondas para 28 máquinas capazes de produzir 24 mW, fornecendo 250 mil habitantes, 10% dessa energia, capaz de fornecer um terço da população do município, será oferecida à cidade. A Energie, uma empresa com sede na Póvoa de Varzim, desenvolveu um sistema solar termodinâmico com uma bomba de calor para gerar energia mesmo durante a noite ou com céu nublado; o sucesso desta tecnologia internacionalmente levou a que a empresa abrisse uma nova grande fábrica, que começou a operar em 2007.

### Cordoaria
Na cidade encontra-se baseada a divisão de cordas de amarração para águas profundas da Royal Lankhorst Euronete, uma indústria em expansão que se desenvolveu a partir da industria de cordoaria local.

### Têxteis
A indústria tem ainda um peso considerável na população empregada, sobretudo nos têxteis, apresentando baixa produtividade e baixos rendimentos. Esta indústria está fixada em Beiriz, Balasar e Rates. Há ainda a referir a indústria artesanal de mantas de Terroso e Laundos e a cordoaria. 

### Madeiras
As indústrias de serração e transformação de madeira têm núcleo em Rates.

### Zonas industriais
As zonas industriais têm sido deslocadas ou instaladas em áreas fora da cidade e abrangem uma área equivalente a 1418 mil metros quadrados. Uma das iniciativas concretizadas pelo município é o Parque Industrial de Laundos (223 311 m2) que se encontra articulado com a auto-estrada A28.

## Empresas
Empresas baseadas ou fundadas na Póvoa de Varzim incluem MonteAdriano, Agros Lactogal (que voltará a ter a sua sede na Póvoa de Varzim), GrupNor - Elevadores do Norte, HosPor CliPóvoa - Hospitais Privados Portugueses (adquirido pelo Grupo Espírito Santo), Varzim Sol (detentora do Casino da Póvoa, adquirida pela Estoril Sol a partir do desmembramento do grupo SOPETE, Sociedade Poveira de Turismo, anterior detentora do Casino, vários hotéis na cidade e campo de Golf), SaniPóvoa, Quintas & Quintas, SAGE Escripóvoa (adquirida pela SAGE), Grupo PIE, Casa do Papel, entre outras. A Ainoga é um novo grupo de turismo de financiamento e base local criado a partir da venda das clínicas e hospitais privados da CliPóvoa que planeia o ressurgimento da tradição de talassoterapia na Póvoa de Varzim.